# Tetraaminoethylen
Tetraaminoethylen ist eine hypothetische organische Verbindung mit der Formel C2H8N4 oder (H2N-)2C=C(-NH2)2. Wie alle geminalen Polyamine wurde diese Verbindung aufgrund ihrer Instabilität niemals synthetisiert.
Allerdings existieren viele stabile Derivate dieser Verbindung, bei denen einige oder alle Wasserstoffatome an den Stickstoffatomen substituiert wurden. Diese Verbindungen haben die allgemeine Formel (R2N)2C=C(NR2)2 und sind in der Stoffgruppe der Tetraaminoethylene zusammengefasst. Tetraaminoethylene sind wichtige Verbindungen in der organischen Chemie, da sie Dimere der  stabilen Carbene mit der allgemeinen Formel (R2N)2C: darstellen.